# Kostel svatého Jana Křtitele (Frenštát pod Radhoštěm)
Kostel svatého Jana Křtitele je římskokatolický kostel nacházející se v centru Frenštátu pod Radhoštěm v okresu Nový Jičín. Jedná se o jednolodní stavbu s předsazenou hranolovou věží, užším polygonálním kněžištěm a pravoúhlými přístavbami bočních tribun a sakristie. Kostel je památkově chráněn.

## Popis
Tzv. filiální či horní kostel je stavba z roku 1634. Hranolová věž je kryta cibulovou bání s lucernou, sedlová střecha nese sanktusník. Nad portálem ve je ve třech patrech věže po jednom okénku, ve čtvrtém patře se nachází kruhový ciferník hodin. Loď odděluje lomený vítězný oblouk. Pod tribunami se nachází kaple Nejsvětějšího Srdce Ježíšova a Neposkvrněného Srdce Mariina. Podvěží je klenuto valenou klenbou se styčnými hřebínkovými lunetami. Nad varhanní kruchtou najdeme zbytek původní valené klenby s hřebínkovými výsečemi. V interiéru je obraz Vzkříšení a Betlém od Josefa Knězka. Malířský soubor 14 zastavení Křížové cesty věnoval kostelu Albín Polášek.

## Historie
Stavba kostela započala roku 1631 a byla dokončena roku 1634, se stavbou věže bylo započato 1717. Ta byla v roce 1780 zvýšena a zastřešena cibulovou bání. Boční tribuny byly přistavěny v roce 1769. Roku 1849 byl kostel rozšířen o boční předsíně s oratořemi. Zásahy z roku 1891 měly regotizační charakter, z této doby pochází pseudogotický mobiliář a část interiérové výbavy. Pozdějšími stavebními zásahy doznala stavba značných změn.
Původní areál kostela sestával z ohradní zdi starého hřbitova se 14 kapličkami křížové cesty, Getsemanské zahrady (bývalá kostnice), ze které byl později vytvořen sklad pro požární sbor a barokním křížem z roku 1753, který zde byl přemístěn blíže od komunikace v Horní ulici, která se rozšiřovala. Kapličky byly vyzdobeny místním sochařem Janem Kneblem.  Hřbitov byl používán v letech 1630–1852. Lípy vysazeny roku 1862.
Ohradní zeď a křížová cesta byly demolovány v roce 1975 i přes protesty místních obyvatel. Některé malby se ale zachovaly.

## Zvony

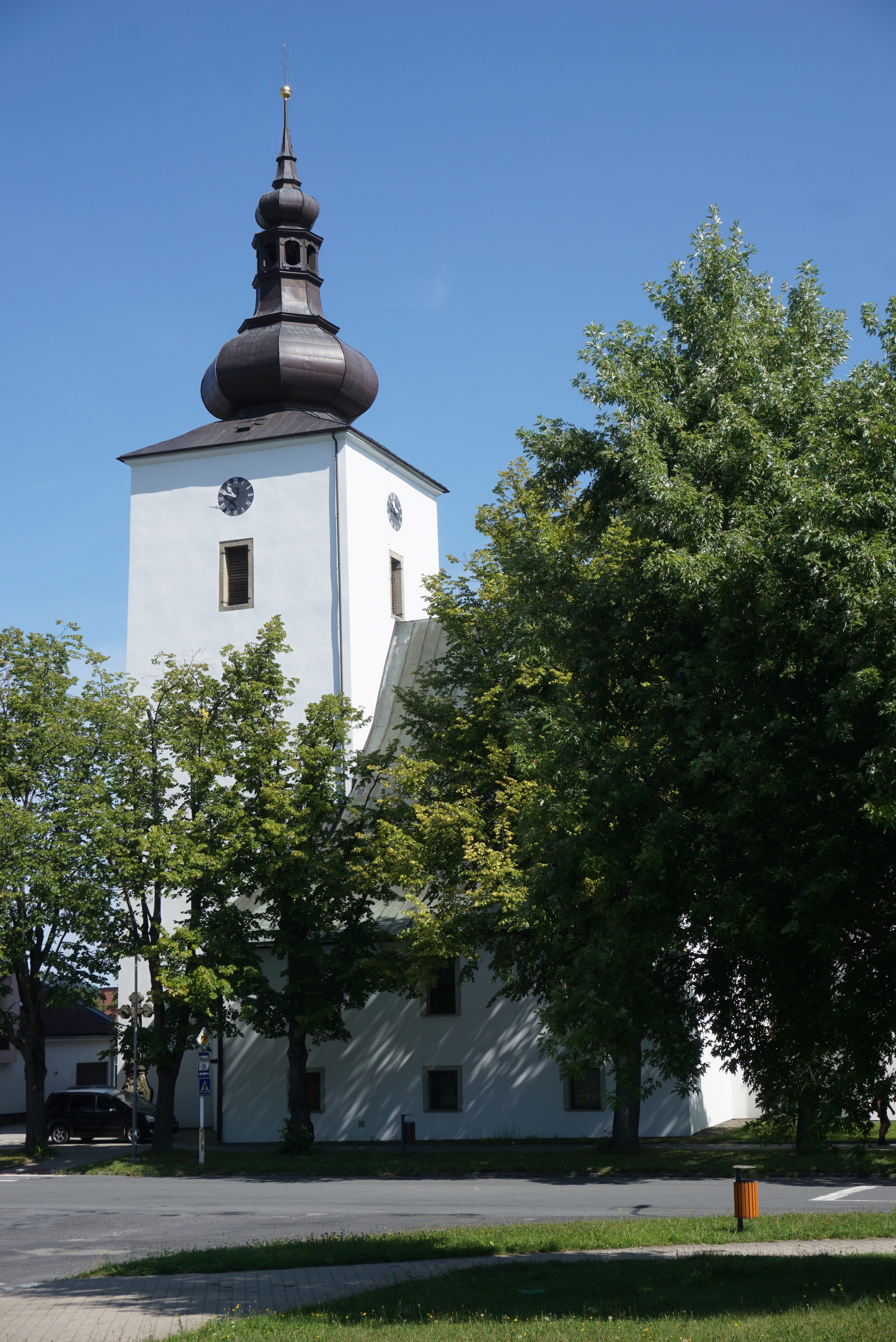
kostel svatého Jana Křtitele

Před první světovou válkou se v kostele nacházely celkem čtyři zvony. Největší z nich tónu D1 o dolním průměru 1282 mm nesl jméno Svatý Jan Křtitel a vážil 20 centů. Nacházel se na něm obraz ukřižovaného Spasitele a Matky Boží s nápisem:
„Tento zvon jest ke cti a chvále Boží bl. P. Marie a sv. Jana Křtitele m. Frankstati. Za dvojctihodného kněze Tomáše Pavla Rychvaldského, purkmistra Tomáše Bartoše, Rychtáře Jiříka Michny, starších Ondřeje Parmy, Pavla Weisa, Jiříka Dobrozemského,Jana Hilšera, písařa Jana Szalai l. P. 1667, za kostelníků Jana Smetany a Jiříka Chalupy.“
Tento zvon pukl v roce 1915. Týkala se ho rekvizice v roce 1917. Druhý zvon byl poledník, zvaný medián, jenž byl ulit na zahrádkách v Horní ulici. Vážil 325 kg, tónu A1, o dolním průměru 842 mm a s nápisem:
„Po nešťastném ohni, přišlém na městečko Frankštát in Anno 1661, ulit jest tento zvon za dvojctihodného kněze Tomáše Pavla Rychvaldského, faráře Frankštátského ke cti Pánu Bohu Mel. Chod. P. Marii a sv. Martinu biskupu Božímu. Za purkmistra Tomáše Bartoše, star. Ondřeje Parmy, Jiříka Dobrozemského, Rychtáře Jiříka Michny J. K. H. Od. Jana Smotany 1665.“
Třetí zvon Marie vážil jeden cent (60 kg) měl nápis: „Fusa Franstadii in honorem Dei A. B. V. Mariae in coelos assumptae Anno 1667“, v překladu: „Litý ve Frenštátě ke cti Boží a blah. P. Marie na nebe vzaté roku 1667“. Ozdoben byl obrazem ukřižovaného Spasitele a blah. Panny Marie. V roce 1895 pukl a byl přelit na 180 kg těžký zvon tónu h1 s dolním průměrem 685 mm, jenž měl nápis: „Ulit nákladem kostelního fondu sv. Jana Křtitele a zasvěcen P. Marii za P. Ignáce Bečáka, faráře, Dra Edv. Parmy a Edv. Hegráta, P. Černocha, Alfréda Parmy a Frant. Polacha 1896“.
Čtvrtý zvon byl těžký 80 liber a nesl nápis: „Leyty jest ten zvon nákladem pana Šimšalíka ten čas purkmistra a majstra zvonáře, ke cti a chvále svatému Matěji a Petru. Roku 1665“. Tento zvon také pukl a byl přetaven v roce 1858 a zasvěcen svatému Václavu. Místně byl pojmenován Placek. Vážil 75 kg a tón fis 1, dolní průměr měl 520 mm. Nápis byl v němčině:
„Bürgemeister A. Fiala, Gemeinderath: Wal.  Kostelník, Ant. Parma, Jos. Koniakovský, Jos. Janda Stadtarzt und Kirchenverwalter. Gegossen vom Adalbert Hiller in Brünn 1858“. V českém překladu: „Starosta Ant. Fiala. Městští radní: Val. Kostelník, Ant. Parma, Jos. Koniakovský, Jos. Janda městský lékař a kostelní hospodář. Ulil Vojtěch Hiller v Brně 1858“.

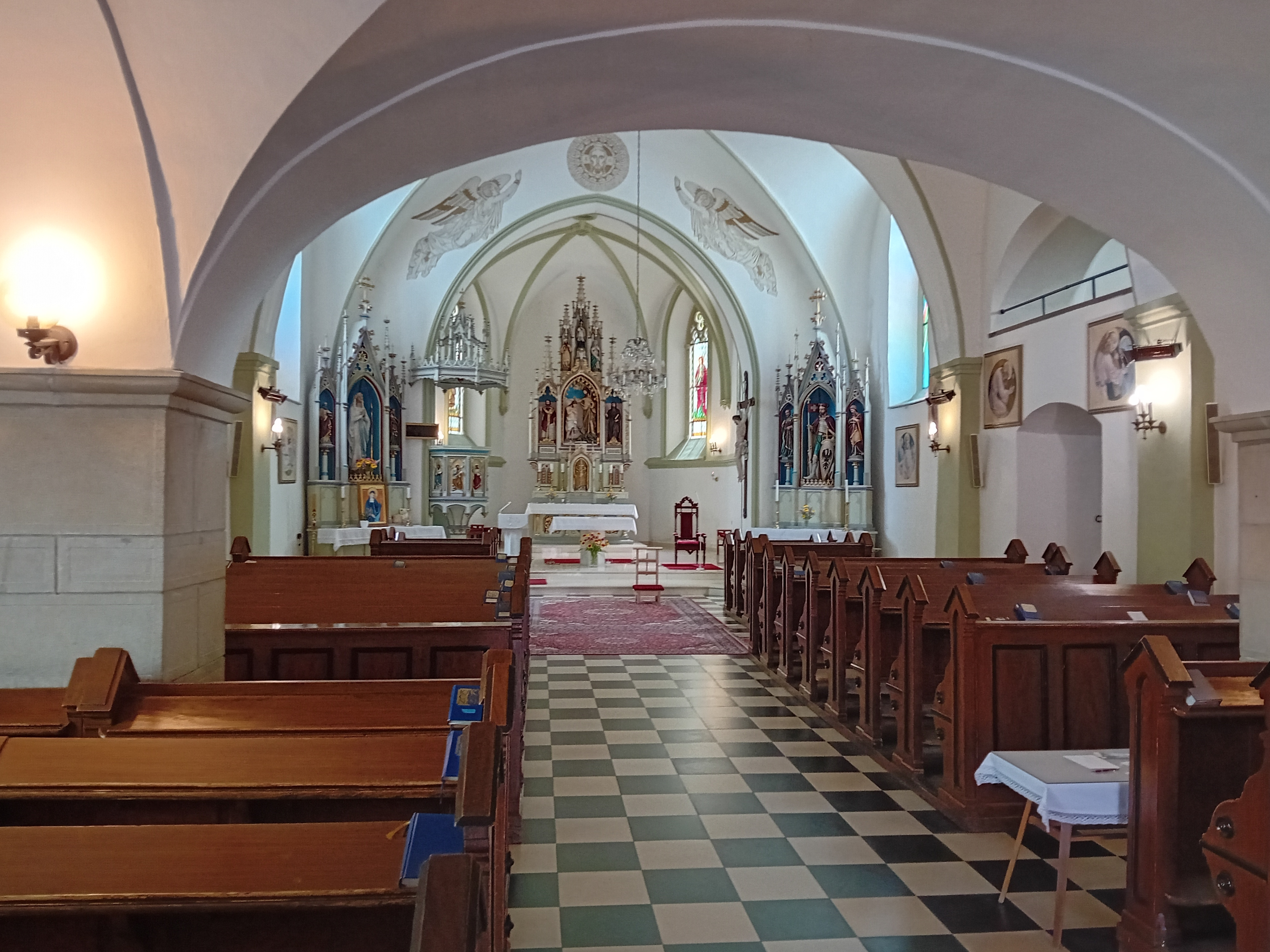
Interiér kostela svatého Jana Křtitele

Nad kostelem na střeše v sanktusové věžičce byl ještě pátý zvoneček těžký 10 liber ulitý v roce 1735. Měl obraz svatého Jana Nepomuckého bez nápisu. V roce 1920 jej nahradil 13 kg těžký zvon, který daroval pan Obšívač.
Dne 5. října 1917 byly odebrány rekviziční komisí tři zvony a ponechán pouze nejmenší svatý Václav. V roce 1927 při velké slavnosti a desetileté odmlce byly osazeny nové zvony. První byl Jan Křtitel, vážící 1343 kg tónu Es1, dolní průměr měl 1356 mm s obrazem svatého Jana Křtitele a nápisem: „Ke cti a chvále Boží věnoval Jan Polach, továrník s chotí Albínou, dcerou Boženou“. Druhým zvonem byla Svatá Maria, vážící 834 kg, tónu G, dolní průměr měl 1104 mm s obrazem Panny Marie a nápisem: „Vojna vzala, láska dala za úřadování faráře P. Tomáše Kopeckého, kaplanů P. Filipa Eliáše, P. Frant. Mastila a za starostů Jana Kaděrky ve Frenštátě p. R. a Josefa Bače v Trojanovicích.“
Třetí byl Svatý Václav, vážící 450 kg, tónu B, dolní průměr měl 900 mm s obrazem svatého Václava a nápisem: „Sv. Václave ochraňuj náš národ a naši farnost“. Čtvrtý zvon byl Svatý Florián, vážící 300 kg, tónu C2, dolní průměr měl 812 mm s obrazem Svatého Floriána a nápisem: „Pán Bůh zaplať všem dárcům“. Zvony celkem vážily 2927 kg, jejich cena byla 80 584 Kč a vyrobila je prostřednictvím firmy Unitas Olomouc firma Oktav Winter, zvonařství a továrna na kovové zboží v Broumově nad C. Ve stejném roce byly na věž namontovány hodiny od firmy Karel Adamec z Čáslavi za 16 000 Kč.